# 日本猶太人

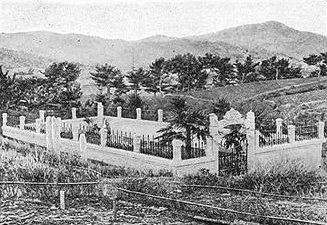
长崎的犹太公墓

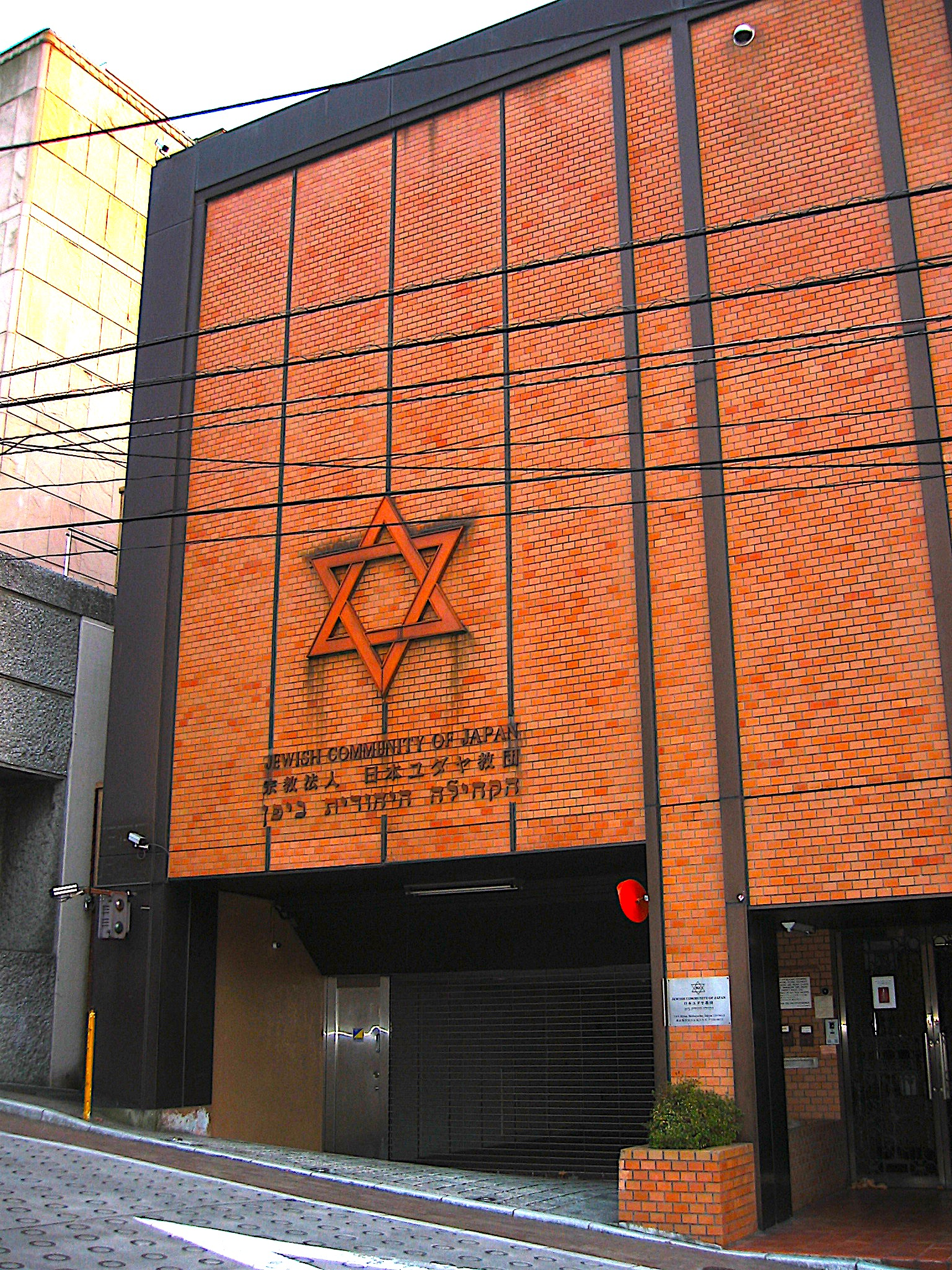
日本犹太会堂的总部，位于东京涩谷区

日本猶太人（日语：日本のユダヤ人，希伯來語：‎）是指在日本居住一定時間的猶太人，並也包括改信猶太教的日本人及其子孫，和歸化日本國籍的猶太人。過去在神戶市和長崎市曾有較大的猶太教徒社群，但在二戰之後，眾多猶太人移民美國。現在日本的猶太人大多是美國猶太人暫住者，並且也有來自以色列的珠寶商。雖然以色列人和猶太人並不是相等的關係，2005年末時，日本居住有802名以色列人。有研究認為2014年時日本有約2,000人猶太人。日本目前在神戶市、東京都澀谷區、橫濱市、名古屋市有四處猶太會堂。

## 外部連結
- Links to Jewish Communities - Japan - Beyth haTphutzoth （页面存档备份，存于）
  - Japan （页面存档备份，存于） （長崎、広島、神戸、東京、横浜などのコミュニティーと連絡先）
- Die Meiji-Deutschen （页面存档备份，存于）
- 神戸・ユダヤ文化研究会
- Chabad of Tokyo, Japan （页面存档备份，存于） 東京のコミュニティーと連絡先